# 슈라 체르카스키

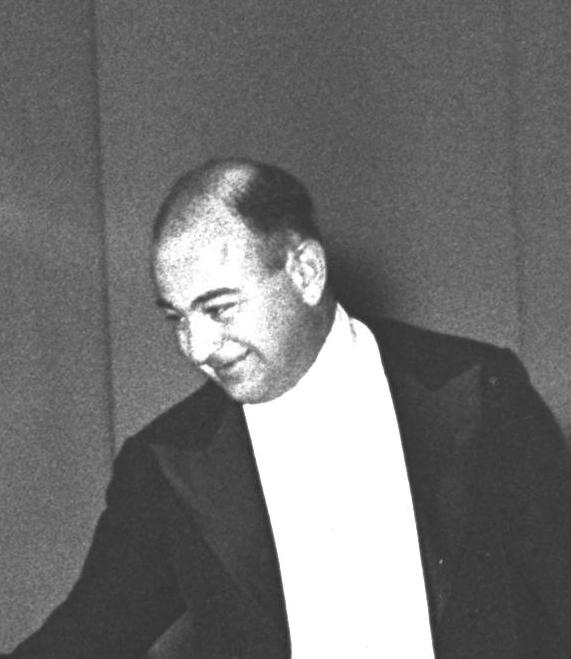

슈라 체르카스키(러시아어: Александр (Шура) Исаакович Черкасский, 1909년 10월 7일 - 1995년 12월 27일)는 낭만적인 레퍼토리 연주로 유명한 콘서트 피아니스트이다. 그의 연주는 비르투오소 기교과 노래하는 피아노 음색이 특징이다. 체르카스키는 말년의 대부분을 런던에서 살았다.
알렉산더 이사코비치 체르카스키는 1909년 우크라이나 오데사에서 태어났다. 체르카스키의 가족은 러시아 혁명을 피해 미국으로 도망쳤다. 그의 가족은 유대인이었다.
Cherkassky의 첫 번째 음악 수업은 그의 어머니 Lydia Cherkassky로부터였는데, 그는 한때 St.Chaikovsky에서 연주했었다. 페테르부르크 그녀는 또한 피아니스트 레이몬드 르웬탈을 가르쳤다. 미국에서, Cherkassky는 Curtis Institute of Music에서 요제프 호프만 밑에서 피아노 공부를 계속했다. 하지만 호프만과 함께 공부하기 전에, 체르카스키는 세르게이 라흐마니노프의 오디션을 보았는데, 세르게이 라흐마니노프는 적어도 2년 동안 연주를 포기하고 키보드에서 손의 위치를 바꾸라고 조언했다. 반대로, 호프만은 셰르카스키가 콘서트를 계속해야 한다고 제안했다. 호프만은 또한 매일 4시간 동안 연습할 것을 추천했고 체르카스키는 엄격한 기준에 따라 광범위한 레퍼토리를 유지하며 일생 동안 이것을 종교적으로 했다. 호프만과의 연구와 자문 세션은 1935년까지 계속되었다. 그 사이 그는 호주, 뉴질랜드, 극동, 러시아, 유럽 여행을 하면서 세계 여행에 대한 평생의 집착을 시작했다.
체르카스키는 생의 마지막까지 활발하게 활동했고, 그의 최고의 음반들 중 많은 것들이 라이브 콘서트 리사이틀 상황에서 만들어졌다.
1940년대에 Cherkassky는 캘리포니아로 이사했다. 그는 존 바르비롤리 경과 레오폴드 스토코프스키 같은 지휘자들과 함께 할리우드 볼에 출연했고, 1946년 베테 데이비스 영화 디셉션에서 사운드 트랙을 연주했다.
1946년에 그는 유제니 블랑과 결혼했지만 2년 후에 이혼했다. 1949년 그는 함부르크에서 라흐마니노프의 파가니니 랩소디를 연주하며 큰 성공을 거두었다. 이 콘서트는 독일과 오스트리아(잘츠부르크 축제)에서 체르카스키의 인기를 이끌어냈고 그의 생을 마감할 때까지 지속되었고 그를 당대 최고의 피아니스트 중 한 명으로 확인시켜 주었다. 1957년 3월 27일 위그모어 홀 리사이틀 이후 영국에서 체르카스키의 경력은 빨라졌고 1961년 니스에서 그의 어머니가 사망한 후, 그는 런던에 정착하여 1995년 사망할 때까지 백악관 호텔에 살았다.
체르카스키는 1995년 12월 27일 런던에서 86세의 나이로 사망했다.그는 영국 런던의 하이게이트 묘지에 묻혔다.
1920년대부터 콘서트 경력의 70년이 넘는 기간 동안, 체르카스키는 RCA 빅터, 복스, 스웨덴 큐폴 레이블, HMV, DG를 위해 많은 음반을 만들었다.